# Panthiades simplex
Panthiades simplex är en fjärilsart som beskrevs av Johann Ernst Immanuel Walch 1775. Panthiades simplex ingår i släktet Panthiades och familjen juvelvingar. Inga underarter finns listade i Catalogue of Life.